# Звезда на Тийгардън b
Звезда на Тийгардън b (на английски: Teegarden's Star b, Teegarden b, накратко Тийгардън b) е екзопланета, обикаляща в обитаемата зона на звездата на Тийгардън – червено джудже на около 12 светлинни години от Слънчевата система. Планетата е открита през юли 2019 г. Тя има един от най-високите индекси на подобие на Земята – 0,93, т.е. е на 93% сходна със Земята. Тийгардън b е четвъртата най-близка потенциално обитаема екзопланета.

## Характеристики
Тийгардън b е най-вътрешната планета в планетарната система на звездата си. Тя има орбитален период от 4,91 дни. Масата ѝ е ≥1,05 пъти повече от тази на Земята, а радиусът ѝ вероятно също е подобен на земният, което предполага, че планетата се състои от желязно ядро и скалиста кора. Тийгардън b вероятно има воден океан на повърхността си.

## Обитаемост
Планетата орбитира в най-подходящата за живот част на обитаемата зона, което означава, че температурите там са подходящи за живот. Има 60% шанс температурата на планетата да е между 0 °C и 50 °C, със средна такава от 28 °C.
Тийгардън b има един от най-високите индекси на подобие на Земята – 0,93. Един от факторите планетата да има толкова голям шанс да бъде обитаема е нейната звезда. Повечето червени джуджета имат силни изригвания, които могат да отнемат атмосферите на планетите си и с това да премахнат обитаемостта. Примери за това са Kepler-438 и Проксима Кентавър, най-близката до нас звезда. В орбита около Kepler-438 има планета, наречена Kepler-438b, която има индекс на подобие на Земята от 0,88, но поради активността на звездата си вероятно е необитаема. Звездата на Тийгардън е неактивна, което увеличава възможността да има живот на планетата.